# Igienă

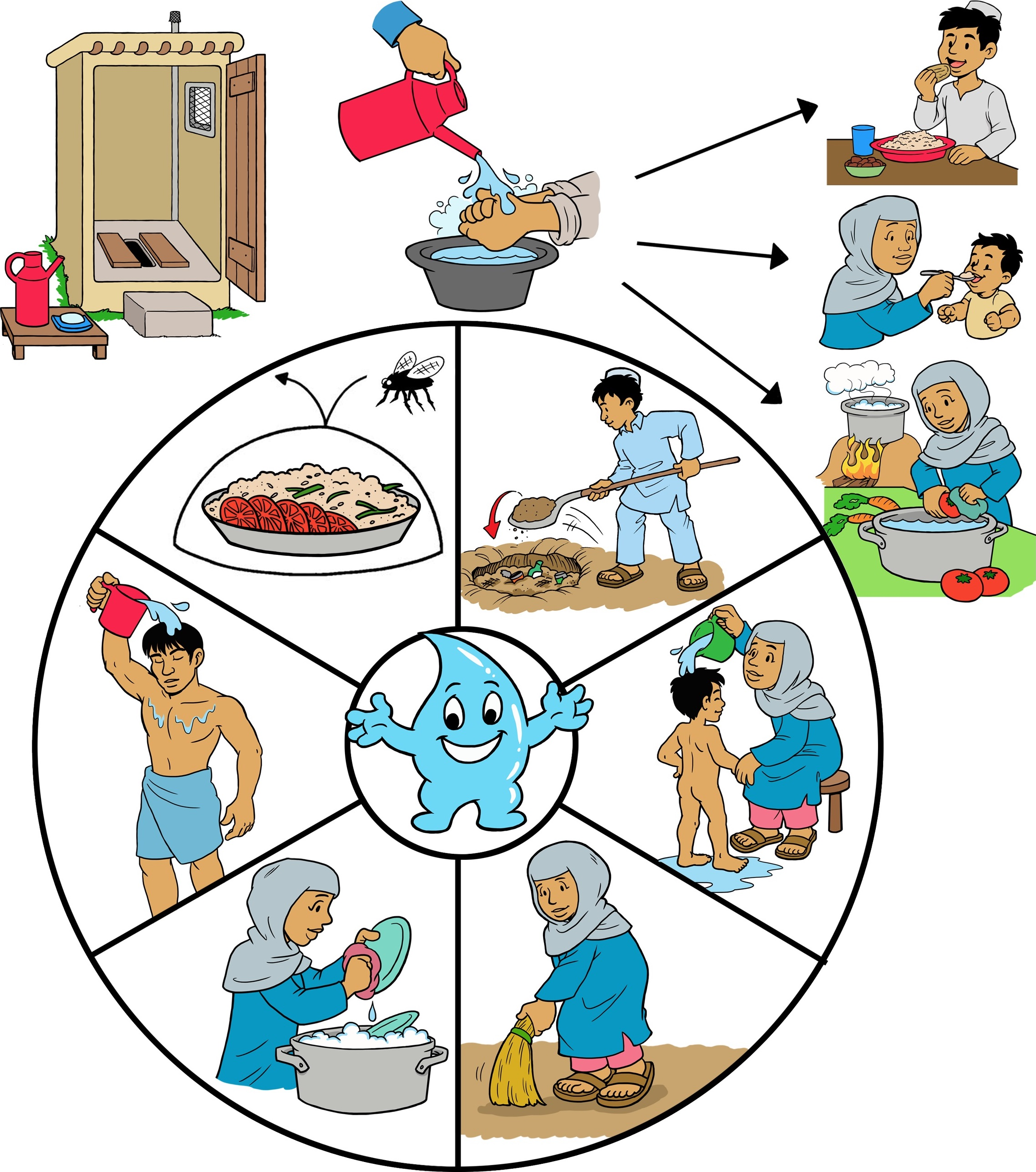
Poster despre importanța apei pentru o bună igienă.

Igiena este un ansamblu de practici efectuate pentru a păstra sănătatea. Potrivit OMS (Organizația Mondială a Sănătății), „igiena se referă la condițiile și practicile care ajută la menținerea sănătății și la prevenirea răspândirii bolilor”. Igiena personală se referă la menținerea curățeniei corpului. Activitățile legate de igienă pot fi grupate astfel: igiena personală, igiena medicală, igiena alimentară, igiena somnului și igiena casnică și cotidiană. Igiena casnică și de zi cu zi include spălatul pe mâini, igiena respiratorie, igiena alimentară în gospodărie, igiena din bucătărie și baie, igiena hainelor și igiena medicală la domiciliu. Se include și igiena mediului înconjurător, pentru a preveni pătrunderea bacteriilor de orice fel în locuințe.

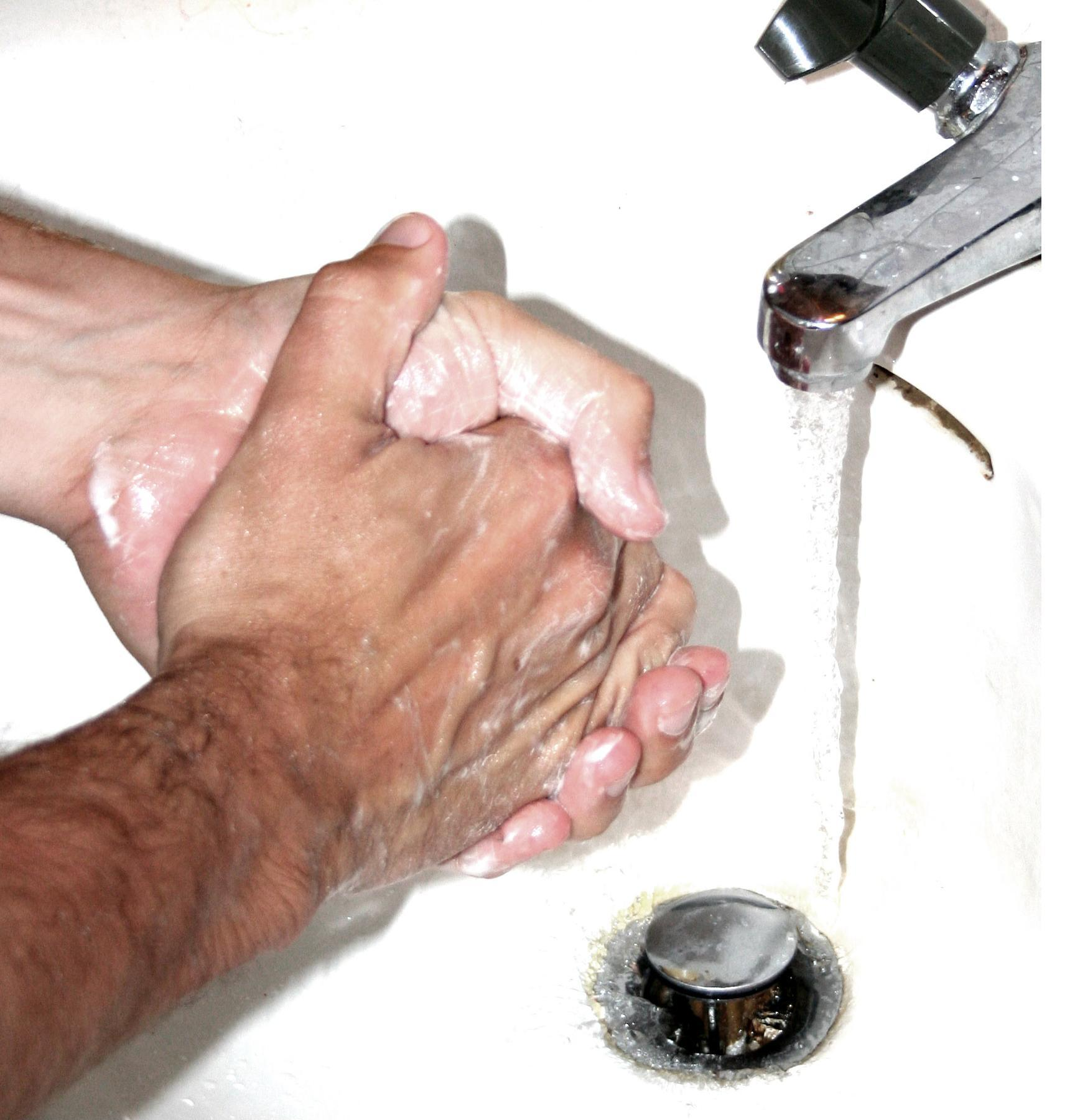
Spălarea mâinilor este cea mai eficientă modalitate de a preveni răspândirea bolilor infecțioase.

Mulți oameni echivalează igiena cu „curățenia”, dar igiena este un termen mai larg. Aceasta include obiceiuri personale precum frecvența dușului sau băii, spălatul mâinilor, tăierea unghiilor sau spălarea hainelor. De asemenea, presupune menținerea curățeniei suprafețelor din locuință sau locul de muncă, inclusiv a toaletelor. Respectarea regulată a practicilor de igienă este adesea considerată un comportament responsabil și respectabil din punct de vedere social, în timp ce neglijarea igienei poate fi percepută ca neîngrijită sau nesănătoasă, fiind adesea considerată inacceptabilă social și un risc pentru sănătatea publică.

## Definiție
Igiena este o practică legată de stilul de viață, curățenie, sănătate și medicină. În medicină și în viața de zi cu zi, practicile de igienă sunt măsuri preventive care reduc incidența și răspândirea microbilor care provoacă boli. Practicile de igienă variază de la o cultură la alta.
În industria alimentară, farmaceutică, cosmetică și în alte domenii, igiena este o componentă esențială a asigurării calității.
Termenii „curățenie” și „igienă” sunt adesea folosiți interschimbabil, ceea ce poate duce la confuzie. În general, igiena se referă la practicile care previn răspândirea organismelor patogene. Procesele de curățare (de exemplu, spălatul pe mâini) îndepărtează atât microbii infecțioși, cât și murdăria sau impuritățile, fiind astfel mijloace prin care se obține igiena. Alte utilizări ale termenului includ: igiena corporală, igiena personală, igiena somnului, igiena mintală, igiena dentară și igiena ocupațională, în legătură cu sănătatea publică.

## Igiena în gospodărie
Igiena în gospodărie se referă la practicile de igienă care previn sau reduc la minimum răspândirea bolilor în locuință și în alte medii cotidiene, cum ar fi spațiile sociale, transportul public, locul de muncă, spațiile publice și altele. Igiena în diverse contexte joacă un rol esențial în prevenirea răspândirii bolilor infecțioase. Aceasta include proceduri precum igiena mâinilor, igiena respiratorie, igiena alimentelor și a apei, igiena generală a locuinței (igiena suprafețelor și a zonelor de contact), îngrijirea animalelor de companie și îngrijirea la domiciliu a persoanelor cu risc crescut de infecții.
În prezent, aceste componente ale igienei sunt adesea tratate ca aspecte separate, deși se bazează pe aceleași principii microbiologice. Prevenirea răspândirii infecțiilor înseamnă întreruperea lanțului de transmitere a agenților patogeni, astfel încât infecția să nu se poată răspândi. „Igiena direcționată” presupune identificarea rutelor de transmitere a agenților patogeni în casă și aplicarea măsurilor de igienă în momentele critice pentru a întrerupe acest lanț.
Principalele surse de infecție din casă sunt: persoanele (infectate sau purtătoare), alimentele (în special cele crude), apa, animalele de companie și animalele domestice. Locurile unde se acumulează apă stătătoare (cum ar fi chiuvetele, toaletele, țevile de scurgere, ustensilele de curățenie și cârpele), susțin cu ușurință dezvoltarea microbilor și pot deveni rezervoare secundare de infecție, mai ales pentru persoanele vulnerabile. Agenții patogeni (bacterii sau virusuri potențial infecțioase, colocvial „microbi”) sunt eliminați constant prin mucoase, fecale, vărsături, particule de piele și alte căi. Când condițiile se combină, oamenii pot fi expuși direct sau prin alimente și apă și pot dezvolta o infecție.
Principalele „rute” de răspândire a agenților patogeni în gospodărie sunt mâinile, suprafețele care intră în contact cu mâinile și alimentele, precum și ustensilele și cârpele de curățenie (ex. ruta fecal-orală). Agenții patogeni se pot transmite și prin haine sau lenjerii de uz casnic, cum ar fi prosoapele. Utilitățile precum toaletele și chiuvetele au fost concepute pentru a gestiona în siguranță deșeurile umane, dar prezintă totuși riscuri. Eliminarea sigură a deșeurilor umane este o necesitate de bază, iar lipsa salubrității este o cauză majoră a bolilor diareice în comunitățile cu venituri reduse. Virusurile respiratorii și sporii fungici se transmit prin aer.

### Spălatul pe mâini

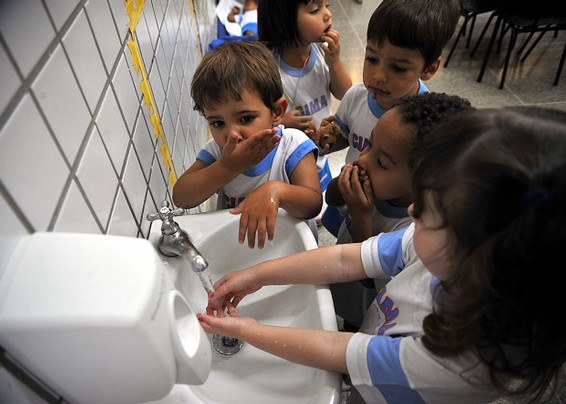
Copiii spălându-se pe mâini.

Spălarea mâinilor, numită și igiena mâinilor, este procesul de curățare a mâinilor cu apă și săpun (sau cu soluție de curățare) pentru a elimina bacterii, virusuri, murdărie, microorganisme și alte substanțe potențial periculoase. Igiena mâinilor este esențială pentru prevenirea răspândirii bolilor infecțioase în gospodărie și în viața de zi cu zi. Uscarea mâinilor face parte din proces, deoarece mâinile umede se pot contamina mai ușor din nou. Dacă apa și săpunul nu sunt disponibile, se poate folosi un dezinfectant pentru mâini cu cel puțin 60% alcool, cu condiția ca mâinile să nu fie vizibil murdare sau uleioase.
Organizația Mondială a Sănătății recomandă spălarea mâinilor timp de cel puțin 20 de secunde înainte și după anumite activități. Acestea includ cinci momente critice ale zilei în care spălarea cu săpun este importantă pentru a reduce transmiterea fecal-orală a bolilor:
- după folosirea toaletei (urinare, defecație, igiena menstruală),
- după curățarea fundului unui copil (schimbarea scutecelor),
- înainte de hrănirea unui copil,
- înainte de a mânca,
- înainte/după prepararea alimentelor sau manipularea cărnii crude, peștelui sau păsărilor.

Spălarea regulată a mâinilor cu săpun este una dintre cele mai eficiente metode de prevenire a transmiterii agenților patogeni, reducând semnificativ riscul infecțiilor gastrointestinale și respiratorii.

### Igiena respiratorie
Respectarea corectă a igienei respiratorii și a mâinilor atunci când tușim sau strănutăm reduce răspândirea agenților patogeni, în special în sezonul rece și al gripei:
- Poartă șervețele și folosește-le pentru a acoperi gura și nasul când tușești sau strănuți și aruncă șervețelele imediat după utilizare.
- Sau strănută în pliul cotului.

### Igiena în bucătărie, baie și toaletă

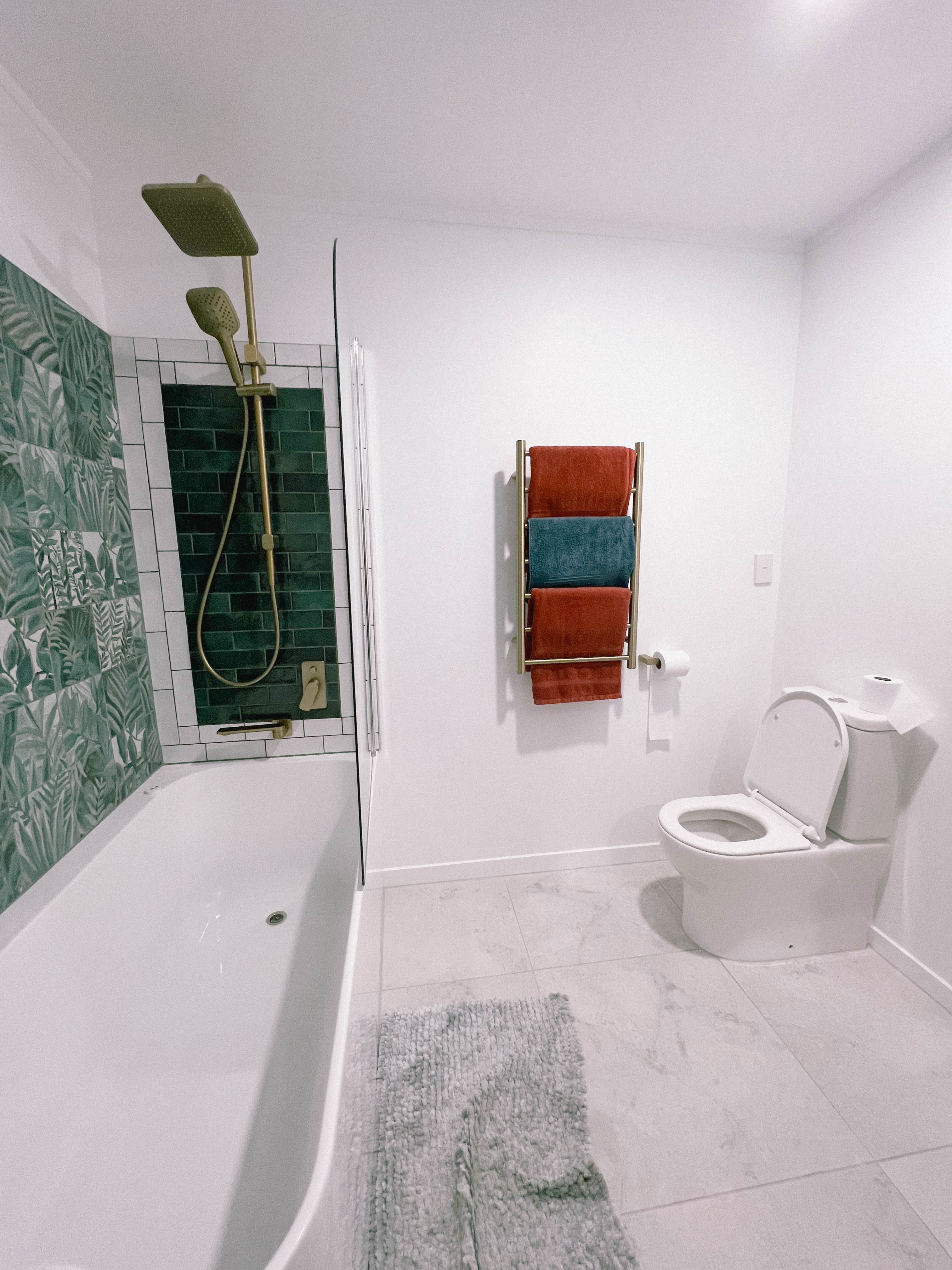
Igiena în baie

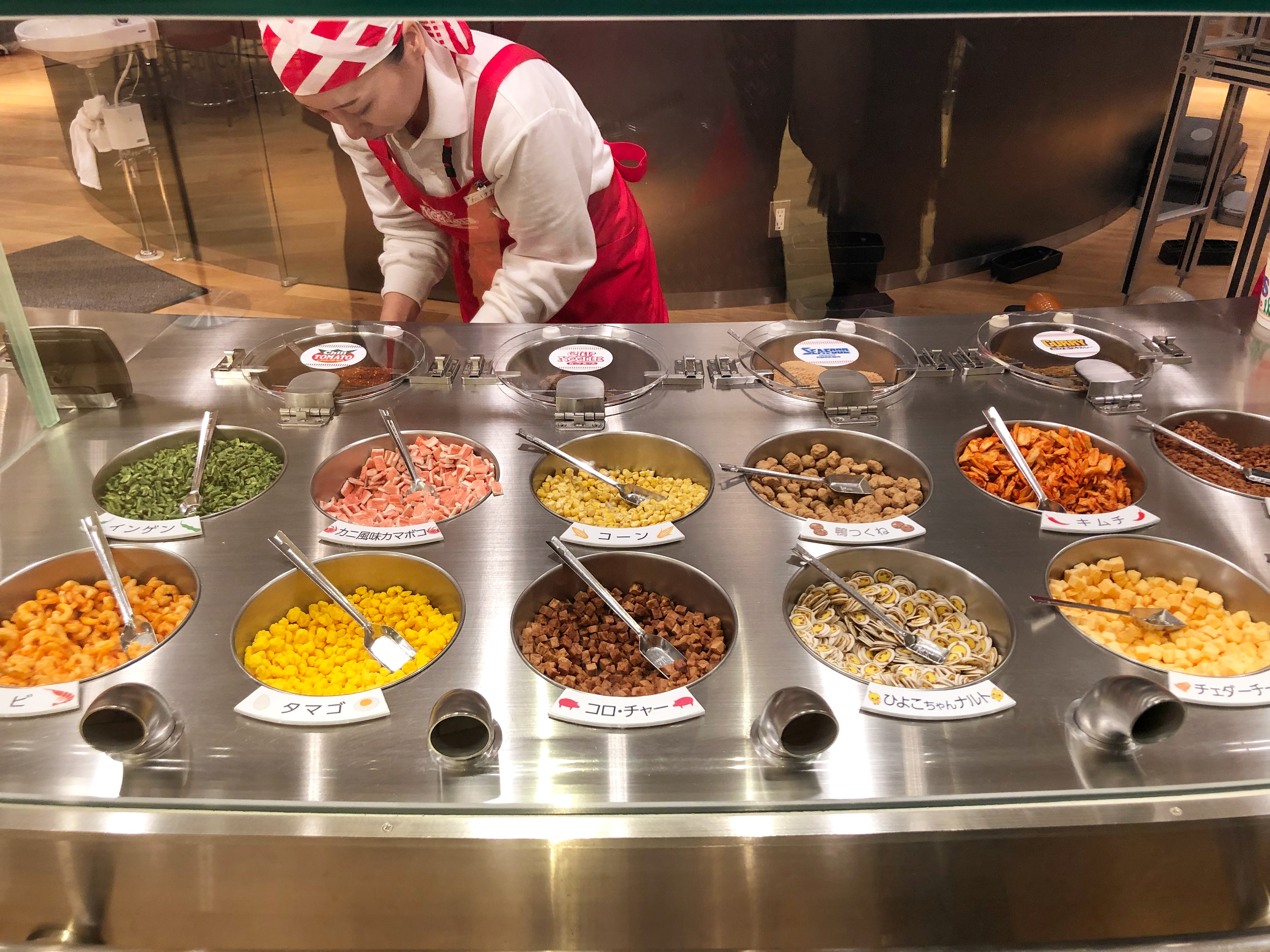
Igiena în bucătărie

Curățarea de rutină a mâinilor, alimentelor, suprafețelor și obiectelor (precum capacele și butoanele de toaletă, mânerele ușilor și robinetelor, blaturile și chiuvetele) din bucătărie, baie și toaletă reduce răspândirea agenților patogeni.
Riscul de infecție de la toaletele cu apă nu este mare, atâta timp cât sunt bine întreținute, deși unele particule pot fi pulverizate în aer la tragerea apei, mai ales dacă persoana are diaree. Agenții patogeni pot supraviețui în depunerile de calcar și grăsime rămase în căzi, dușuri și chiuvete după spălare.
Curățarea temeinică este importantă pentru a preveni răspândirea infecțiilor fungice. Mucegaiurile pot trăi pe faianță, gresie și perdele de duș. Ele pot provoca infecții, reacții alergice, deteriorarea suprafețelor și mirosuri neplăcute.
Principalele locuri unde cresc ciupercile sunt suprafețele neanimate, inclusiv covoarele și tapițeria. Sporii fungici din aer sunt de obicei asociați cu umezeală, ventilație slabă sau sisteme de aer închise.
Curățarea igienică se poate realiza prin:
- Îndepărtare mecanică (adică curățare) cu săpun sau detergent. Pentru a avea efect igienic, acest proces trebuie urmat de clătire abundentă sub jet de apă pentru a îndepărta agenții patogeni.
- Inactivarea agenților patogeni direct pe suprafețe, cu produse microbiocide (dezinfectanți, antibacterieni, geluri dezinfectante fără apă) sau prin aplicarea căldurii.
- Combinația dintre îndepărtare și distrugere, de exemplu în spălarea hainelor și a textilelor din casă, precum prosoapele și lenjeriile de pat.
- Curățenia generală în profunzime este un proces intensiv care vizează zone adesea neglijate, îmbunătățește estetica locuinței și reduce alergeni și bacterii. Include praf detaliat, curățarea aparatelor și șamponarea covoarelor, fiind recomandată de două ori pe an pentru menținerea igienei și calității aerului din locuință.

### Igiena rufelor
Igiena rufelor implică practici care previn bolile și răspândirea acestora prin haine murdare și textile de uz casnic, cum ar fi prosoapele. Articolele cel mai probabil contaminate cu agenți patogeni sunt cele care intră în contact direct cu corpul, de exemplu lenjeria intimă, prosoapele personale, cârpele de față, scutecele. Țesăturile folosite la gătit, pentru curățarea toaletei sau pentru ștergerea vărsăturilor sau fecalelor prezintă un risc deosebit.
Riscurile de boală cauzate de haine contaminate cresc considerabil în anumite condiții de exemplu, în spitale, cămine de îngrijire sau acasă când cineva are diaree, vărsături sau infecții ale pielii sau rănilor. Riscul este și mai mare când cineva are imunitatea scăzută.
Măsurile de igienă, inclusiv igiena rufelor, sunt esențiale pentru a reduce răspândirea tulpinilor rezistente la antibiotice. În comunitate, persoane aparent sănătoase pot deveni purtători de MRSA (Staphylococcus aureus rezistent la meticilină) pe piele sau în intestin. Riscurile devin vizibile abia când aceste persoane ajung în spitale, unde se pot auto-infecta în urma unor proceduri chirurgicale.
Datele arată că hainele și textilele pot contribui la răspândirea tulpinilor de stafilococ auriu, iar eficiența spălării poate influența rata de răspândire în comunitate. Experiența din SUA arată că aceste tulpini se pot transmite în familie și în comunități precum închisori, școli sau echipe sportive. Contactul direct piele-la-piele (chiar și fără leziuni) sau indirect prin obiecte contaminate precum prosoape, cearșafuri sau echipament sportiv este calea principală de transmisie.
În timpul spălării, temperatura și detergentul reduc contaminarea microbiană. Solul și microbii sunt desprinși și suspendați în apa de spălare, apoi eliminați prin clătire și centrifugare. În plus, microbii pot fi distruși termic (prin temperaturi înalte) sau chimic (prin surfactanți și înălbitori pe bază de oxigen activ din detergenți). Adăugarea de înălbitor cu hipoclorit în procesul de spălare duce la inactivarea agenților patogeni. Uscarea și călcarea contribuie și ele. Uscarea rufelor la soare, pe sârmă, reduce agenții patogeni.

### Igiena medicală la domiciliu
Igiena medicală se referă la practicile de igienă care previn sau reduc riscul de îmbolnăvire și de răspândire a bolilor în contextul îngrijirii medicale acordate la domiciliu persoanelor infectate sau cu risc crescut de infecție. Membrii acestor grupuri „cu risc” sunt adesea îngrijiți acasă de un aparținător, care trebuie să aibă cunoștințe solide despre igienă.
Persoanele cu imunitate scăzută îngrijite la domiciliu reprezintă o proporție tot mai mare a populației. Cea mai mare parte o constituie persoanele în vârstă cu comorbidități care le slăbesc sistemul imunitar. În această categorie intră și copiii foarte mici, pacienții externați din spital, cei care iau medicamente imunosupresoare sau care folosesc dispozitive invazive etc. Pentru aceștia, poate fi necesară aplicarea unor proceduri speciale de „igienă medicală” precum înlocuirea unui cateter sau a unui pansament, proceduri ce implică un risc crescut de infecție.
Antisepticele pot fi aplicate pe tăieturi, răni și zgârieturi ale pielii pentru a preveni pătrunderea bacteriilor periculoase care pot provoca sepsisul. În afară de procedurile medicale speciale, practicile zilnice de igienă sunt în principiu aceleași pentru persoanele cu risc crescut ca și pentru restul familiei. Diferența este că, dacă igiena nu este efectuată corect, riscul de infecție este mult mai mare.

### Dezinfectanți și antibacterieni în igiena la domiciliu

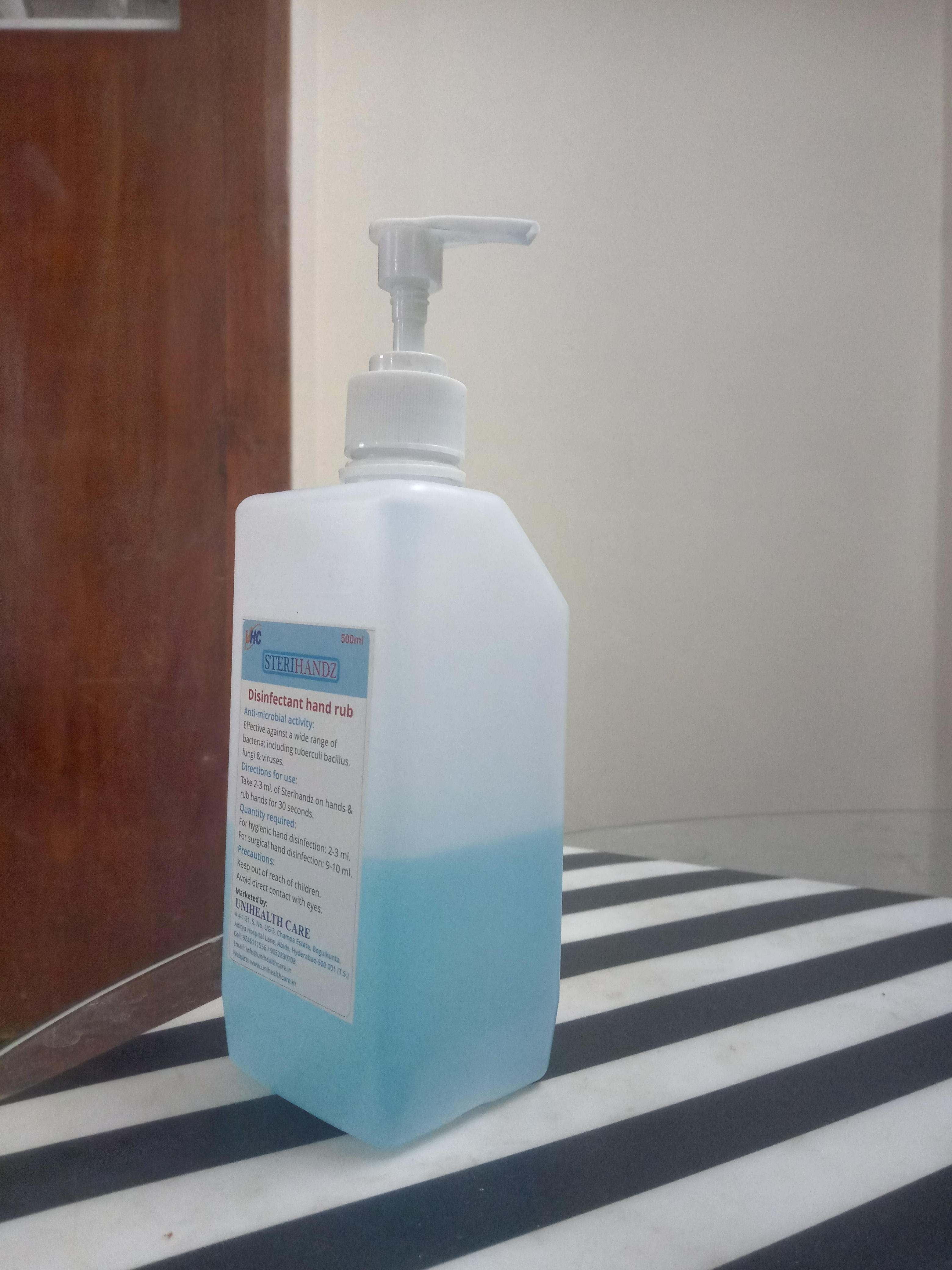
Sticlă dezinfectantă pentru mâini.

Dezinfectanții chimici sunt produse care distrug agenții patogeni. Dacă un produs este dezinfectant, eticheta acestuia ar trebui să menționeze „dezinfectant” sau că „ucide” agenții patogeni. Unele produse comerciale, precum înălbitorii, chiar dacă sunt tehnic dezinfectanți, afirmă că „ucid agenți patogeni”, dar nu sunt etichetate explicit ca „dezinfectanți”. Nu toți dezinfectanții distrug toate tipurile de agenți patogeni. Toți dezinfectanții distrug bacteriile (sunt bactericizi). Unii distrug și ciuperci (fungicizi), spori bacterieni (sporicizi) sau virusuri (virucizi).
Un produs antibacterian acționează împotriva bacteriilor într-un mod nespecificat. Unele produse etichetate „antibacterian” ucid bacteriile, în timp ce altele pot conține o concentrație de substanță activă care doar le împiedică să se înmulțească. De aceea, este important să verificați dacă pe etichetă se menționează că produsul „ucide bacteriile”. Un antibacterian nu este neapărat și antifungic sau antiviral, cu excepția cazului în care acest lucru este menționat clar.
Termenul dezinfectant igienizant a fost folosit pentru a desemna substanțele care curăță și dezinfectează în același timp. Mai recent, acest termen este asociat produselor pe bază de alcool destinate dezinfectării mâinilor (de exemplu, gelurile dezinfectante). Totuși, acestea nu sunt considerate eficiente pe mâinile vizibil murdare.
Termenul biocid este un termen larg care desemnează o substanță ce distruge, inactivează sau controlează organismele vii. Include antisepticele și dezinfectanții, care combat microorganismele, dar și pesticidele.

## Igiena personală
Igiena personală include practicile efectuate de o persoană pentru a avea grijă de sănătatea și starea sa de bine prin curățenie. Motivele pentru menținerea igienei personale includ reducerea riscului de îmbolnăvire, recuperarea din boală, sănătatea optimă și o stare generală de bine, acceptarea socială și prevenirea răspândirii bolilor către alte persoane. Ce este considerat „igienic” poate varia în funcție de cultură și se poate schimba în timp. Îngrijirea personală extinde igiena personală și include menținerea unui aspect plăcut în public, care nu este neapărat legat de curățenie. Poate include, de exemplu, folosirea deodorantului sau parfumului, bărbieritul sau pieptănatul.
Practici considerate în general ca fiind de igienă corectă includ: dușul sau baia regulată, spălarea frecventă a mâinilor (mai ales înainte de manipularea alimentelor), spălarea feței, spălarea părului de pe scalp, menținerea părului scurt sau îndepărtarea acestuia, purtarea hainelor curate, periajul dinților și tăierea unghiilor de la mâini și picioare. Unele practici sunt specifice sexului, cum ar fi îngrijirea în timpul menstruației. Trusele de igienă conțin produse pentru igiena corpului.
Igiena anală se referă la curățarea zonei anale după defecație. Aceasta poate fi realizată prin spălare cu lichide sau ștergere cu hârtie igienică, eventual cu adaos de gel special aplicat pe hârtie, ca alternativă la șervețelele umede sau alte materiale solide, pentru îndepărtarea resturilor de materii fecale.
Oamenii tind să dezvolte o rutină personală pentru îndeplinirea nevoilor legate de igiena corporală. Alte practici includ acoperirea gurii în timpul tusei, aruncarea adecvată a șervețelelor folosite, menținerea curățeniei în toalete și în spațiile unde se prepară mâncarea. În unele culturi, nu se obișnuiește să se sărute sau să se dea mâna, pentru a reduce transmiterea bacteriilor prin contact.
O igienă corporală excesivă poate fi un semn al tulburării obsesiv-compulsive (TOC). Iar neglijarea igienei corporale sau a curățeniei mediului înconjurător poate fi un indiciu al depresiei majore sau al altor tulburări psihologice.

### Igiena canalului auditiv intern
Curățarea excesivă a canalelor auditive poate duce la infecții sau iritații. Canalele auditive necesită mai puțină îngrijire decât alte părți ale corpului, deoarece sunt sensibile și în mare parte se curăță singure. Există o migrare lentă și ordonată a pielii care căptușește canalul auditiv, de la timpan către deschiderea exterioară a urechii. Ceara veche este transportată constant din zonele profunde către exterior, unde se usucă, se fărâmițează și cade. Încercările de a curăța ceara pot împinge resturile sau materialele străine în interiorul urechii, împiedicând astfel procesul natural de auto-curățare.

### Igiena orală
Recomandările generale pentru o igienă orală corespunzătoare includ:
- spălarea dinților de două ori pe zi, cu mișcări blânde și tehnică corectă;
- înlocuirea periuței de dinți la fiecare aproximativ trei luni;
- evitarea clătirii gurii cu apă după periaj, pentru a permite fluorului să adere la dinți;
- evitarea periajului imediat după consumul de alimente sau băuturi acide (precum apă minerală carbogazoasă);
- utilizarea aței dentare o dată pe zi, cu un fir nou la fiecare utilizare;
- efectuarea a cel puțin unei vizite anuale la medicul dentist.

### Igiena somnului

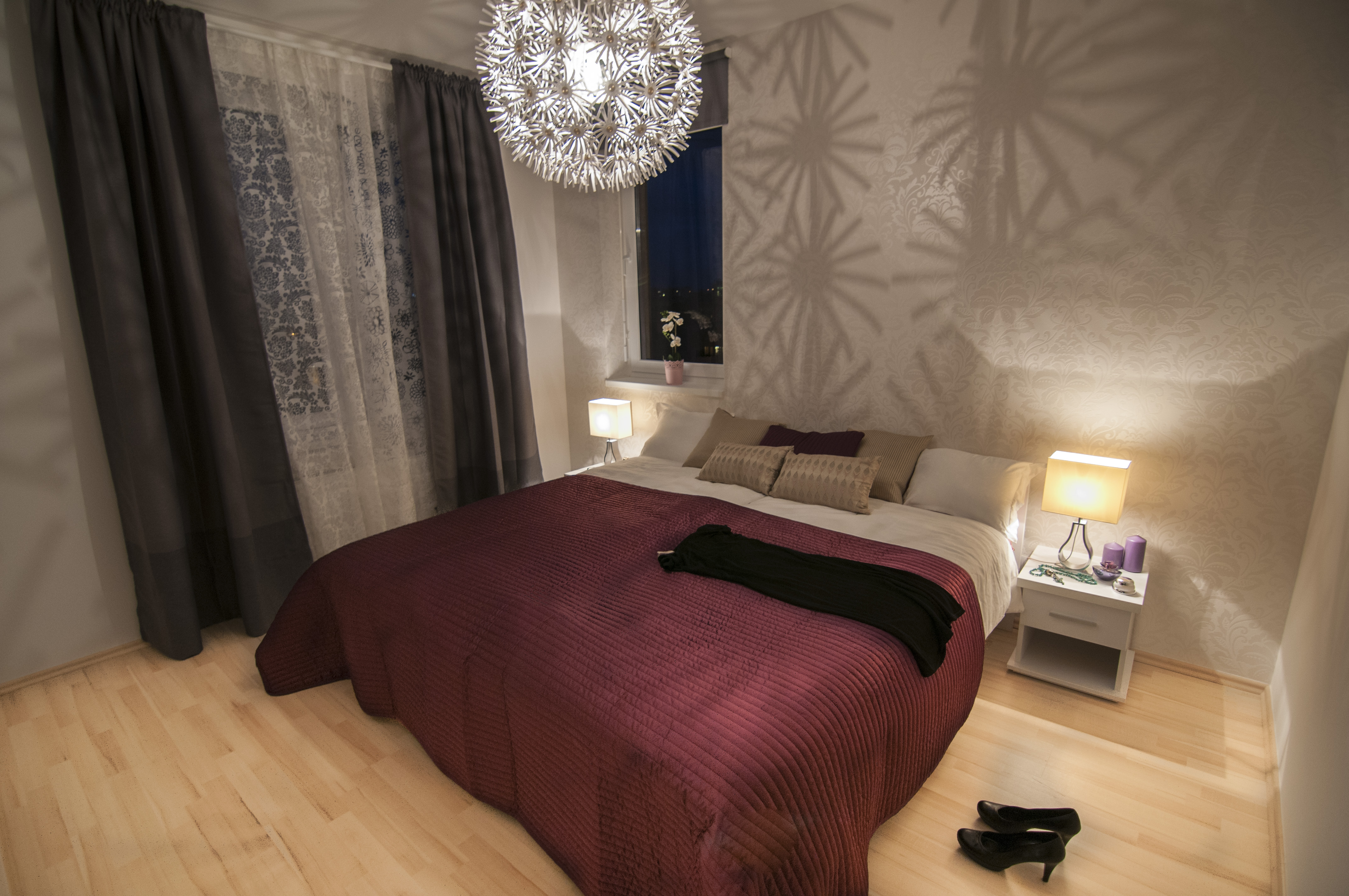
Dormitorul unui apartament.

Igiena somnului reprezintă un set de recomandări comportamentale și de mediu care promovează un somn de mai bună calitate. Printre recomandările pentru persoanele care suferă de insomnie sau alte infecțiuni se numără:
- stabilirea unui program regulat de somn,
- utilizarea cu atenție a somnului de amiază (siestei),
- evitarea exercițiilor fizice sau intelectuale aproape de ora de culcare,
- evitarea alcoolului, nicotinei, cofeinei și altor stimulanți în orele de dinaintea somnului,
- reducerea grijilor înainte de culcare,
- limitarea expunerii la lumină seara,
- părăsirea patului dacă nu apare somnul,
- folosirea patului doar pentru somn,
- asigurarea unui mediu de somn liniștit, confortabil și întunecat.

### Igiena serviciilor de îngrijire personală
Igiena serviciilor de îngrijire personală se referă la măsurile de igienă aplicate în utilizarea instrumentelor folosite în prestarea serviciilor de îngrijire corporală. Aceasta include:
- sterilizarea instrumentelor utilizate de frizeri, coafeze, esteticieni și alți furnizori de servicii personale;
- sterilizarea prin autoclav a instrumentelor folosite în piercing sau tatuaje;
- igienizarea frecventă a mâinilor de către prestatori.

### Ipoteza igienei
Ipoteza igienei sugerează că reducerea expunerii la anumiți agenți infecțioși și microorganisme din mediul înconjurător în copilărie ar putea contribui la creșterea incidenței bolilor alergice și autoimune. Ipoteza a fost formulată pentru prima dată în anii 1980, pe baza observației că copiii care cresc în familii mai numeroase sau în medii rurale par să aibă un risc mai scăzut de a dezvolta astm și alte boli alergice.
Deși această teorie a fost adesea interpretată în mod eronat în discursul public (ca pe o justificare pentru evitarea igienei) nu există dovezi că expunerea la microbi patogeni sau îmbolnăvirea activă sunt necesare pentru un sistem imunitar sănătos. Dimpotrivă, infecțiile repetate pot afecta negativ sănătatea, în special la persoanele vulnerabile. Totodată, nu există dovezi că măsurile de igienă personală, precum spălatul pe mâini, curățenia alimentară sau igiena locuinței, ar fi legate de o incidență mai mare a bolilor atopice. Consensul științific actual sugerează că un anumit grad de expunere la microorganismele inofensive din mediu (cum ar fi cele întâlnite în sol, pe animale sau în alimente neprocesate) poate avea un rol pozitiv în dezvoltarea unui sistem imunitar echilibrat. Unele cercetări indică faptul că scăderea contactului cu organisme precum helminții sau microbi comensali poate afecta reglarea imunității și crește susceptibilitatea la boli inflamatorii cronice. Cu toate acestea, factorii exacți implicați, precum și relația cauzală precisă, rămân sub investigație.
În acest context, experții promovează o abordare numită „igienă țintită”, care presupune aplicarea măsurilor de igienă în momente și locuri critice pentru întreruperea lanțului de transmitere a infecțiilor, fără a reduce complet expunerea la flora microbiană normală a mediului.

## Igiena medicală
Igiena medicală se referă la practicile de igienă asociate cu administrarea tratamentelor medicale, care previn sau reduc la minimum răspândirea bolilor. Printre practicile de igienă medicală se numără:
- izolarea persoanelor sau materialelor infectate pentru a preveni transmiterea infecțiilor,
- sterilizarea instrumentelor utilizate în proceduri chirurgicale,
- pansarea și bandajarea corectă a rănilor,
- eliminarea sigură a deșeurilor medicale,
- dezinfectarea materialelor reutilizabile (lenjerii, tampoane, uniforme),
- spălarea riguroasă a mâinilor, în special în săli de operație, dar și în alte spații medicale unde bolile se pot transmite,
- utilizarea dezinfectanților pe bază de etanol.

Cele mai multe dintre aceste practici au fost dezvoltate în secolul al XIX-lea și erau bine stabilite până la mijlocul secolului al XX-lea. Unele proceduri, precum eliminarea deșeurilor medicale, au fost perfecționate ca răspuns la epidemii din a doua jumătate a secolului XX, în special în contextul SIDA și Ebola.

## Igiena alimentară
Igiena culinară (sau igiena alimentară) se referă la practicile de gestionare și preparare a alimentelor care previn contaminarea acestora, evită toxiinfecțiile alimentare și reduc transmiterea bolilor către alte alimente, oameni sau animale. Aceste practici includ metode sigure de manipulare, depozitare, preparare, servire și consum al alimentelor.
Siguranța alimentară este o disciplină științifică ce descrie metodele de manipulare, preparare și păstrare a alimentelor astfel încât să se prevină bolile cauzate de consumul acestora. Apariția a două sau mai multe cazuri de îmbolnăvire cauzate de consumul aceluiași aliment este considerată un focar de boală alimentară.
Aceasta implică un set de rutine menite să evite pericolele pentru sănătate și se intersectează adesea cu protecția alimentelor pentru a preveni contaminările. În ceea ce privește industria alimentară, siguranța include aspecte legate de:
- originea alimentelor,
- etichetarea și igiena alimentară,
- aditivii alimentari și reziduurile de pesticide,
- politicile privind biotehnologia alimentară
- ghiduri pentru gestionarea sistemelor oficiale de inspecție și certificare la import/export.

Din perspectiva pieței și a consumatorului, accentul este pus pe livrarea sigură a produselor și pe prepararea corectă pentru consum. Siguranța alimentară, nutriția și securitatea alimentară sunt strâns legate între ele. Alimentele nesănătoase contribuie la un cerc vicios de boală și malnutriție, afectând atât copiii, cât și adulții.

## Igiena în țările cu venituri mici și medii
În țările în curs de dezvoltare, accesul universal la apă și canalizare, împreună cu promovarea igienei, este esențial pentru reducerea bolilor infecțioase. Această abordare este integrată în Obiectivul de Dezvoltare Durabilă nr. 6, al cărui al doilea sub-obiectiv prevede:
„Până în 2030, asigurarea accesului la servicii de salubritate și igienă adecvate și echitabile pentru toți și eliminarea defecației în aer liber, acordând o atenție deosebită nevoilor femeilor și fetelor și celor aflați în situații vulnerabile.”—Obiectivul de Dezvoltare Durabilă nr. 6

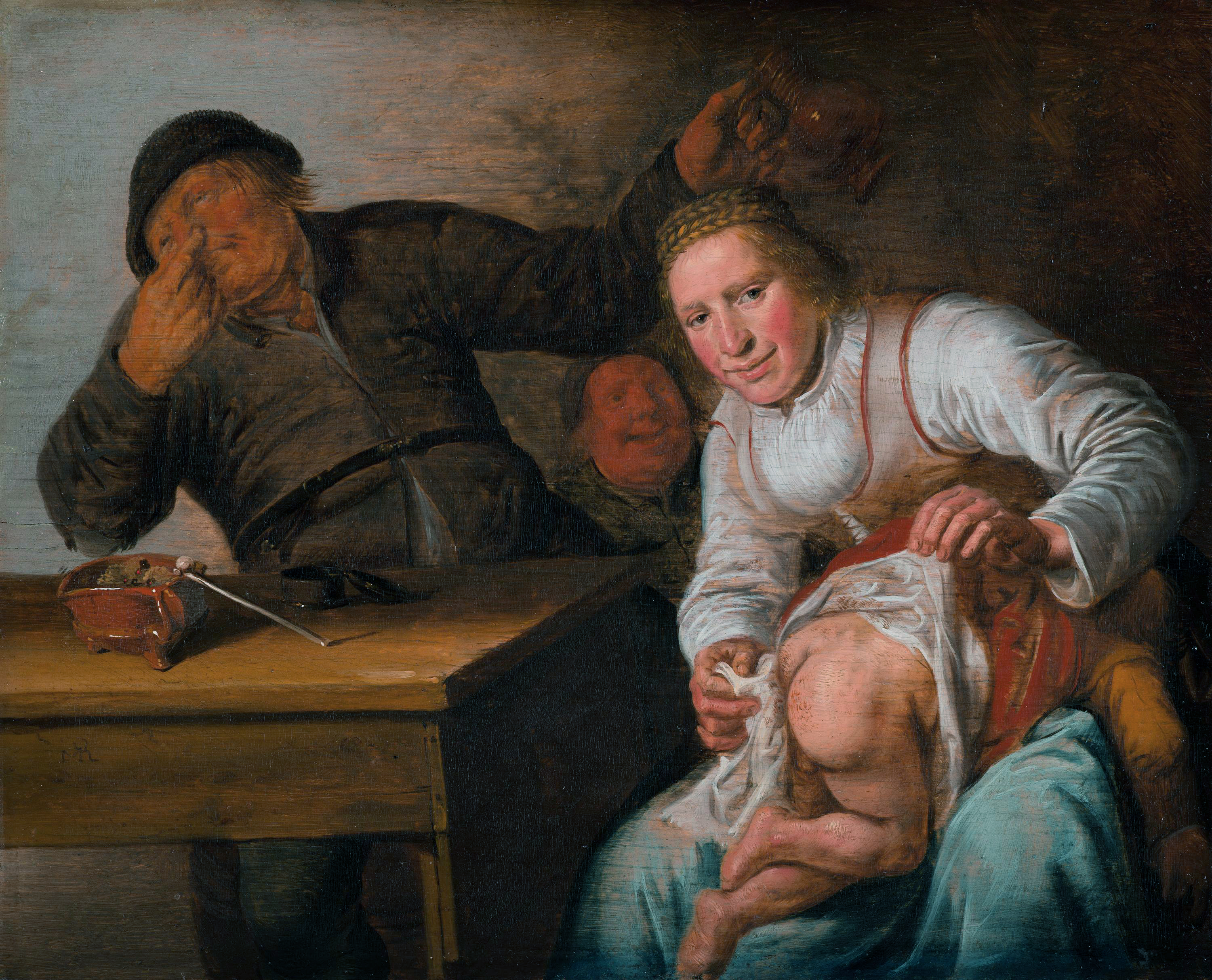

Aproximativ două milioane de oameni mor anual din cauza bolilor diareice, majoritatea fiind copii sub cinci ani. Cei mai afectați sunt locuitorii din țările în curs de dezvoltare care trăiesc în condiții de sărăcie extremă, în general, populația din zone periurbane sau rurale.
Cercetările arată că, dacă ar fi practicat pe scară largă, spălatul mâinilor cu săpun ar putea reduce cazurile de diaree cu aproape 50%, iar infecțiile respiratorii cu aproape 25%. De asemenea, spălarea mâinilor cu săpun reduce incidența bolilor de piele, a infecțiilor oculare precum trahomul, dar și a paraziților intestinali, în special ascaridioza și trichurioza.
Alte practici importante de igienă în comunitățile cu venituri reduse includ: eliminarea sigură a deșeurilor, igiena suprafețelor și îngrijirea animalelor domestice. Acestea ajută la întreruperea lanțului de transmitere a infecțiilor.
Curățarea toaletelor și a spațiilor de spălat mâinile este importantă nu doar pentru prevenirea mirosurilor, ci și pentru acceptabilitatea socială, un factor cheie în încurajarea folosirii acestor facilități în locul defecației în aer liber, practică încă prezentă în unele zone rurale din țările în dezvoltare.

### Tratarea apei potabile
Tratarea apei în gospodărie și depozitarea în condiții sigure sunt esențiale pentru a garanta că apa destinată consumului este potabilă. Aceste intervenții fac parte din abordarea de auto-aprovizionare cu apă la nivel de gospodărie. Calitatea apei potabile este o problemă semnificativă atât în țările în curs de dezvoltare, cât și în unele zone din țările dezvoltate. În regiunea europeană, se estimează că 120 de milioane de persoane nu au acces la apă potabilă sigură.
Intervențiile punctuale pentru îmbunătățirea calității apei pot reduce semnificativ incidența bolilor diareice în comunități cu apă contaminată sau în situații de urgență, precum dezastrele naturale sau conflictele. Deoarece apa se poate contamina și în timpul depozitării în casă (prin contact cu mâini murdare sau vase nespălate), este importantă depozitarea în recipiente curate, acoperite și separate.
Metode comune de tratare a apei potabile la nivel de gospodărie:
- Dezinfectarea chimică cu clor sau iod
- Fierberea apei
- Filtrarea prin filtre ceramice
- Dezinfectarea solară (metodă eficientă mai ales când nu sunt disponibili dezinfectanți chimici)
- Iradiarea cu UV (sistemele UV pot fi utilizate prin scufundarea lămpilor în fluxul de apă)
- Sisteme combinate de floculare/dezinfectare (sub formă de plicuri cu pulbere ce coagulează sedimentele și eliberează clor)
- Metode multibarieră (combinarea a două sau mai multe metode de mai sus pentru eficiență optimă)
- Dispozitive portabile de purificare a apei.